# Valkyrie Drive
A Valkyrie Drive (ヴァルキリードライヴ; Varukirí Doraivu; Hepburn: Varukirī Doraivu) japán médiafranchise, melyet a Marvelous Entertainment hozott létre. A sorozatot hivatalosan 2015. március  21-én az AnimeJapan rendezvényen jelentették be. A franchise egy Valkyrie Drive: Bhikkhuni című PlayStation Vita-játékból, egy Valkyrie Drive: Siren című mobiltelefon-játékból és egy Valkyrie Drive: Mermaid című televíziós animesorozatból áll, utóbbit az Arms készíti.